# Сибирь (фильм, 1926)
«Сибирь» (англ. Siberia) — американский немой художественный фильм 1926 года режиссёра Виктора Шерзингера.
Премьера фильма состоялась 28 марта 1926 года. В настоящее время фильм считается утерянным.

## Сюжет

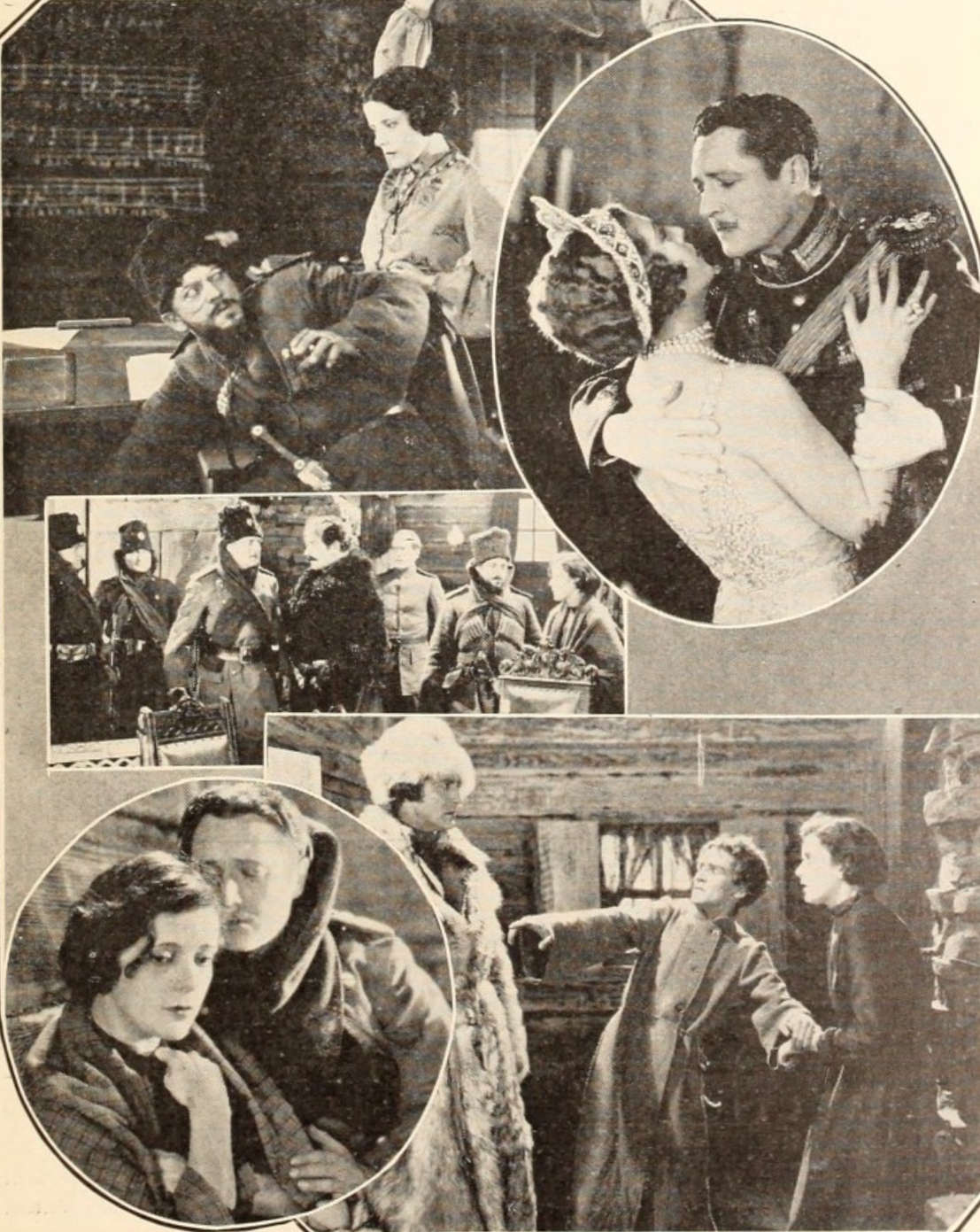
1926

Фильм об ужасах русской революции. Соня Вронская — школьная учительница-идеалистка. Поверив в идеалы демократии и революции, Соня выступившая против царских властей, осуждена и сослана в Сибирь. Здесь она страдает от разлуки со своим возлюбленным, армейским офицером Леонидом Петровым. После того, как революция наконец настала, даже такие верные революционерки, как Соня, рискуют быть растоптанными толпой восставших. Леонид спасает девушку от этой участи, и вместе они отправляются в мучительное бегство по снежным сибирским просторам и тундре. Их цель оказаться в Америке.

## В ролях
- Альма Рубенс — Соня Вронская
- Эдмунд Лоу — Леонид Петров
- Лу Теллеген — Егор Каплан
- Пол Панцер — комендант
- Том Санцкий — Алексий Веткин
- Вадим Уранев — Кирилл Вронский
- Лилиан Тэшман — красавица-блондинка
- Елена Д’Алги — красавица-брюнетка
- Джеймс Маркус — Андрей Вронский
- Даниил Макаренко — губернатор
- Гарри Грипп — Иван Безымянный
- Сэмми Блум — Фёдор